# Nur al-Din al-Haythami
Nur al-Din `Ali ibn Abi Bakr ibn Sulayman, Abu al-Hasan al-Haythami (735AH 1335CE - 807AH 1404CE) était un érudit islamique sunnite shafi`i du Caire, dont le père avait un magasin sur une route du désert. Il est né au mois de Rajab en 735 H. correspondant à l'an 1335 de notre ère. Il a appris le Coran et l'a mémorisé, et quand il était adolescent, il est devenu un disciple d'un savant de Hadith très renommé, Abd Al-Raheem ibn Al-Hussain ibn Abd Al-Rahman, plus connu sous le nom de Zain Al -Deen Al-Iraqi.
Al-Haythami est devenu un associé engagé d'Al-Iraqi, restant avec lui tout le temps, voyageant avec lui quand il voyageait et effectuant le pèlerinage en sa compagnie. Il a assisté avec lui à tous les cercles auxquels il a participé au Caire, dans d'autres villes d'Égypte, à La Mecque, à Médine, à Jérusalem, à Damas, à Baalbak, à Alep et ailleurs. Le seul enseignant dont Al-Haythami lisait, sans être assisté par Al-Iraqi, était Ibn Abd Al-Hadi, dont il avait entendu la collection Sahih de l'Imam Muslim. D'un autre côté, Al-Iraqi n'a entendu que quatre enseignants sans la participation d'Al-Haythami.
Al-Iraqi, qui n'avait que dix ans de plus qu'Al-Haythami, était un savant très distingué du hadith. Al-Haythami devait également se distinguer en tant qu'érudit du Hadith, mais malgré sa grande réussite universitaire, il a préféré rester dans l'ombre de son professeur et ami, Al-Iraqi. En effet, Al-Iraqi s'est appuyé sur Al-Haythami pour diriger une grande partie de ses affaires et lui a donné sa fille en mariage. Il l'a formé dans un domaine particulier de l'érudition du hadith et Al-Haythami devait se distinguer dans ce domaine et y produire des œuvres de grande valeur. C'est la zone de Zawa'id dont nous allons parler maintenant.
Al-Haythami était exemplaire dans sa dévotion religieuse et son approche sérieuse de l'érudition des hadiths. Il se souciait peu des questions du monde, qui sont la principale préoccupation de nombreuses personnes, se consacrant à l'étude des hadiths et ne s'associant qu'avec des savants des hadiths. De son vivant, Al-Iraqi a enseigné le Hadith en sa présence. De même, Al-Iraqi enseignait rarement sans la présence d'Al-Haythami. Mais après la mort d'Al-Iraqi, il a été recherché par de nombreux étudiants qui souhaitaient lire sous ses ordres. Il a enseigné sans hésiter, mais sans faire de distinction personnelle. Il est loué par de nombreux chercheurs pour son humilité, sa gentillesse et son dévouement à l'apprentissage. Ibn Hajar, un spécialiste des hadiths du plus haut calibre qui a beaucoup étudié sous Al-Haythami, le décrit comme très gentil, très critique envers quiconque se livrait à une pratique inacceptable pour l'islam, mais il était extrêmement tolérant en ce qui concerne les griefs personnels. Lorsque d'autres étudiants d'Al-Iraqi ont essayé à plusieurs reprises de l'irriter, il les a simplement tolérés sans trop se plaindre.
Alors que de nombreux érudits mentionnent son engagement envers son professeur, lui montrant un grand respect dans toutes les situations, tous sont d'accord pour dire que ses propres connaissances étaient vastes et qu'il s'est distingué par sa grande réussite en matière de recherche sur le hadith. Ils conviennent également qu'il était très dévoué dans son culte, très pieux et très gentil dans ses relations avec les autres.
Comme nous l'avons déjà dit, Al-Haythami s'est distingué dans un domaine particulier de l'érudition des hadiths, à savoir Zawa'id, qui signifie linguistiquement « addition ou augmentation ». Il s'agit d'une étude comparative visant à identifier tous les hadiths répertoriés dans une collection par un éminent spécialiste des hadiths mais qui ne figurent dans aucune des six principales collections de hadiths. Ceci est très utile pour les étudiants de Hadith, car il identifie pour eux quels Hadiths ils doivent apprendre d'une collection particulière, s'ils ont déjà appris les six principaux. De plus, bon nombre de ces collections, dont Al-Haythami a extrait les Zawa'id, ne sont pas organisées selon les thèmes du Fiqh, alors qu'Al-Haythami les a organisées sur cette base, ce qui facilite les références. Par conséquent, son travail est très précieux.
Au total, Al-Haythami a extrait les Zawa'id d'Al-Musnad d'Ahmad ibn Hanbal, ainsi que de la collection d'Al-Bazzar, du Sahih d'Ibn Hibban, Al-Musnad d'Abu Ya'la, ainsi que des trois collections nommées Al- Mu'jam par Al-Tabarani, puis les a rassemblés et les a tous énumérés dans un ouvrage volumineux qu'il a appelé Majma 'Al-Zawa'id wa Manba' Al-Fawa'id. Il a abandonné toutes les chaînes de transmission et a arrangé son livre en fonction des thèmes du Fiqh, qui est le modèle utilisé dans les six collections principales de Hadith. Il a noté chaque Hadith, en soulignant ceux qui étaient authentiques et ceux qui manquaient d'authenticité. Alternativement, il mentionnerait les noms de narrateurs qui ont été interrogés ou considérés comme peu fiables. Toutes les notes d'Al-Haythami n'étaient pas acceptables pour les érudits du Hadith plus tard. Le livre a été publié en 10 volumes par Qudsi au Caire il y a environ 70 ans, mais plus récemment, une nouvelle édition annotée a été publiée par Dar Al-Fikr à Beyrouth, au Liban.
L'omission des chaînes de transmission, justifiée par des raisons de brièveté, a été ressentie comme un défaut dans cet ouvrage, mais cela reste une grande encyclopédie des hadiths. Al-Haythami a été félicité pour cela par ses contemporains et par les érudits ultérieurs.
Al-Haythami est décédé le 19 Ramadan 807H, correspondant à l'an 1405 de notre ère.

## Œuvres
- Majma 'al-Zawa'id wa Manba' al-Fawa'id (10 volumes)
- Mawarid al-Dham'an ila Zawa'id Ibn Hibbaan ('ala Sahihain)

## Voir également
- Érudits islamiques